# 8210 Нантен
8210 Нантен (8210 NANTEN) — астероїд головного поясу, відкритий 5 березня 1995 року.
Тіссеранів параметр щодо Юпітера — 3,471.
Названо на честь Нантен (яп. なんてん(南天) нантен)